# بيير ميشيل فرانسوا شوفالييه
بيير ميشيل فرانسوا شوفالييه (بالفرنسية: Pierre-Michel-François Chevalier)‏ هو صحفي ومؤرخ فرنسي، ولد في 16 نوفمبر 1812 في Paimbœuf ‏ في فرنسا، وتوفي في 15 يونيو 1863 في باريس في فرنسا.